# Giovanni Antonio Faldoni
Giovanni Antonio Faldoni (Asolo, 24 aprile 1689 – intorno al 1770) è stato un incisore e pittore italiano cittadino della Repubblica di Venezia.

## Biografia
Il padre di Giovanni Antonio Faldoni, Girolamo Faldoni, era pittore, e suo fratello Francesco Faldoni lavorava come incisore. Giovanni Antonio fu allievo del pittore paesaggista Antonio Luciani. Durante un soggiorno di studio a Parigi apprese la nuova tecnica del bulino a righe parallele, che aveva visto usare da Claude Mellan. Si stabilì a Venezia e adattò questa tecnica per la composizione di ritratti e composizioni di tema classico. Lavorò per l'incisore ed editore Anton Maria Zanetti il vecchio per cui produsse una serie di ritratti e busti. e per il suo omonimo nipote.
Allievo di Faldoni fu Marco Alvise Pitteri. Dopo aver avuto parte in alcune risse, Faldoni fu esiliato nel 1765 dai territori della Serenissima. In seguito è presente a Roma, dove se ne perdono le tracce; la data precisa e il suo luogo di morte non sono noti.

## Opere

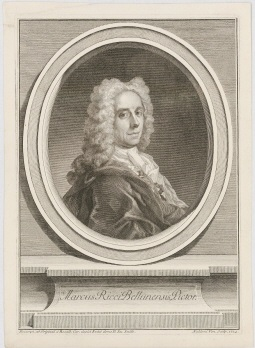
Ritratto di Marco Ricci (1724, da Rosalba Carriera)

- Varii Disegni Inventati dal Celebre Francesco Mazzuola Detto Il Parmigianino Tratti Dalla Raccolta Zanettiana Incisi a Rame Da Antonio Faldoni e novamente Pubblicati, Venezia, 1786.